# Ирулан Коррино
Ирулан Коррино — персонаж романов Фрэнка Герберта из цикла «Дюна» и их экранизаций. Дочь падишаха-императора известной Вселенной Шаддама IV, жена Пола Атрейдеса, ставшая его биографом. Ирулан играет важную роль в рамках всего цикла: в романе «Дюна» повествование ведётся с её слов, каждой главе здесь предпослан эпиграф в виде цитаты от Ирулан. В фильме «Дюна» 1984 года принцессу сыграла Вирджиния Мэдсен, в мини-сериалах «Дюна» и «Дети Дюны» — Джули Кокс, в фильме Дени Вильнёва «Дюна: Часть вторая» её сыграла Флоренс Пью.

## В книгах
В изображении Фрэнка Герберта Ирулан — старшая из пяти дочерей императора-падишаха известной Вселенной Шаддама IV и Анирул, Бене Гессерит скрытого ранга. Она описывается глазами Пола Атрейдеса как высокая зеленоглазая блондинка с аристократической внешностью. Ирулан незримо присутствует в каждой главе благодаря приписанным ей эпиграфам. Это цитаты из предполагаемых дневников принцессы, комментарии исторического и философского характера; они задают тон повествованию, помогают создать экспозицию и контекст, уточнить отдельные детали, что помогает читателю понять устройство сложной вселенной «Дюны». Эпиграфы создают дополнительный повествовательный слой. Они являются указанием на то, что изложение в романах может быть предвзятым, и становятся специфическим комментарием к происходящему на страницах книг.

## В экранизациях
Фильм Дэвида Линча «Дюна» 1984 года использует повествовательную функцию Ирулан: принцесса рассказывает предварительные данные о вселенной Дюны, но сама появляется только ненадолго в начале и в самом конце картины. Изначально эта роль была предназначена Хелене Бонэм Картер, но та не смогла участвовать в проекте из-за конфликта с графиком съемок фильма «Комната с видом». Мэдсен назвала роль Ирулан «большим прорывом» для себя, но при этом уточнила: «На самом деле всё, что мне нужно было сделать, — произнести тот монолог, и я стала прославленной статисткой».
В мини-сериале «Дюна» 2000 года для Ирулан была придумана целая сюжетная линия. Режиссёр Джон Харрисон счёл необходимым увеличить присутствие этого персонажа на экране из-за книжных эпиграфов и значимой роли Ирулан в поздних книгах Герберта. Критики высоко оценили этот ход: высказывалось мнение, что принцесса — наиболее интересный персонаж шоу